# Battaglia di Le Cateau
La battaglia di Le Cateau fu combattuta il 26 agosto 1914 nei pressi dell'omonima città, dove le truppe britanniche del British Expeditionary Force si erano schierate per rallentare l'avanzata dell'esercito tedesco. Lo scontro avvenne nella fase iniziale della prima guerra mondiale dopo le sconfitte subite dagli alleati nella battaglia delle Frontiere. I combattimenti terminarono con pesanti perdite per entrambe le parti; le forze britanniche, costrette a ripiegare per evitare di essere accerchiate, riuscirono a riprendere la ritirata verso Parigi e la Marna.

## La battaglia
Nella mattina del 26 agosto, le forze britanniche del II Corpo, al comando del generale Horace Smith-Dorrien, furono pesantemente attaccate da sei divisioni tedesche, che consistevano in tre di fanteria e tre di cavalleria. A differenza di quanto accadde a Mons, dove la maggior parte dei feriti e dei morti tedeschi fu provocata dal fuoco dei fucilieri, a Le Cateau gli inglesi inflissero perdite elevate soprattutto mediante l'uso di cannoni campali a fuoco rapido dotati di shrapnel: questo tipo di proiettile si dimostrò molto efficace contro le fanteria nemica, che avanzava in campo aperto.
Verso metà pomeriggio, però, nonostante avessero mantenuto tenacemente la posizione, pur combattendo contro un nemico numericamente superiore, ed avessero subito notevoli perdite, i fianchi destro e sinistro incominciarono a cedere terreno ed a spezzarsi sotto la spinta pressante dei tedeschi, cui si erano aggregate altre due divisioni, portando dunque il totale a otto.
Fortunatamente per gli inglesi, l'arrivo della cavalleria francese del generale Sordet scongiurò il peggio per il fianco sinistro, consentendo inoltre di dare inizio ad un ritiro coordinato, nonostante i tedeschi continuassero a tentare di infiltrarsi o di aggirare le forze britanniche in ritirata. Quella notte, gli Alleati si ritirarono a San Quintino.
Tra le file degli Alleati, su 40 000 uomini, vi furono 7 812 perdite, tra morti, feriti e prigionieri. Furono abbandonati 38 pezzi di artiglieria, la maggior parte dei quali era stata resa inutilizzabile dagli artiglieri prima di ripartire. In fin dei conti, però, sebbene con notevoli perdite, il II Corpo resistette all'attacco tedesco e permise alla BEF di ritirarsi per altri cinque giorni senza subire offensive dal nemico. Il generale Smith-Dorrien, che successivamente sarebbe stato criticato dal suo superiore, il generale French, per la sua decisione di fermarsi e combattere, fu acclamato per le sue azioni da entrambi gli eserciti e dall'opinione pubblica in patria. Gli storici ritengono che la battaglia di Le Cateau sia stata l'azione di mantenimento della posizione più riuscita nella storia militare della Gran Bretagna, gareggiando, in termini di effetti strategici, con la battaglia del fiume Imjin, svoltasi durante la Guerra di Corea.